# Submarine (EP)
Submarine és l'EP debut del músic anglès Alex Turner (membre dels Arctic Monkeys), publicat mitjançant Domino Records el 14 de març del 2011. Consisteix en sis cançons originals acústiques compostes per Turner per a la pel·lícula de 2010 del mateix títol dirigida per Richard Ayoade i basada en el llibre de Joe Dunthorne. L'EP, de 19 minuts de duració, és fins a la data l'únic llançament en solitari de Turner.

## Composició
Turner va escriure totes les cançons de Submarine quan vivia a Brooklyn, Nova York, però les va grabar a Londres amb instrumentació addicional de James Ford i Bill Ryder-Jones. Dos dels temes de l'EP ja havien estat escrits prèviament, mentre que els altres quatre els va escriure després de veure troços de la pel·lícula.

## Estil

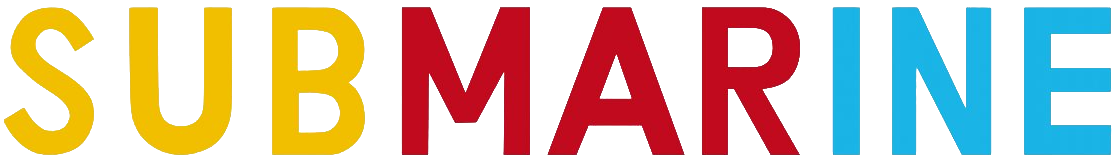
Logotip de la pel·lícula i l'EP Submarine.

Submarine és principalment d'un estil indie pop i indie folk. Està format per sis cançons acústiques, diferents de l'estil principalment rock que Turner habia desenvolupat amb Arctic Monkeys. La primera, «Stuck on the Puzzle (Intro)» serveix com a introducció del disc i és una versió de menys d'un minut de «Stuck on the Puzzle», la cinquena cançó. La sisena cançó, «Piledriver Waltz», va ser regrabada pels Arctic Monkeys l'any següent per al seu quart àlbum d'estudi, Suck It and See.

## Recepció crítica
Submarine va ser ben rebut per la crítica musical. A Metacritic compta amb una puntuació mitjana de 74, indicant "ressenyes generalment favorables". Ben Walsh de The Independent el va anomenar "exquisit". Paul Thompson de Pitchfork va comentar que líricament les cançons de Submarine "tenen una qualitat retrospectiva" i "se senten observades amb intensitat i molt reals, fins i tot en la seva lírica més impenetrable", mentre que la música és "sofisticada i admirablement continguda". Aidan Galea de Beats per Minute i Neil Ashman de Drowned in Sound van destacar la "impecable" interpretació vocal de Turner i els arranjaments de corda dels dos últims temes, respectivament.

## Llista de cançons

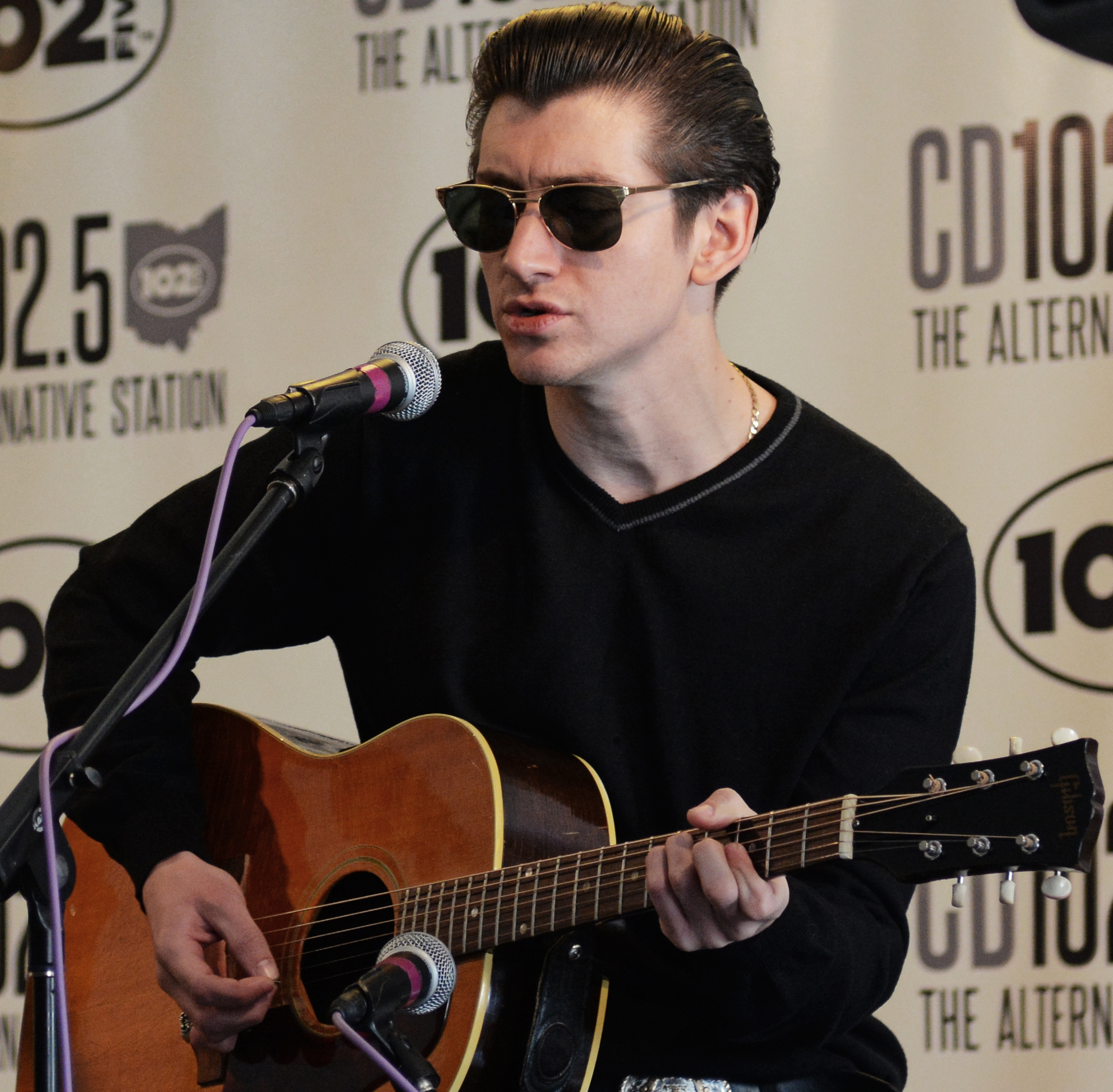
Alex Turner tocant la guitarra acústica amb els Arctic Monkeys (2014).

Totes les lletres escrites per Alex Turner, totes les cançons foren compostes per Turner and James Ford.
| Núm.          | Títol                              | Durada |
| ------------- | ---------------------------------- | ------ |
| 1.            | «Stuck on the Puzzle (Intro)»      | 0:53   |
| 2.            | «Hiding Tonight»                   | 3:06   |
| 3.            | «Glass in the Park»                | 3:59   |
| 4.            | «It's Hard to Get Around the Wind» | 4:07   |
| 5.            | «Stuck on the Puzzle»              | 3:31   |
| 6.            | «Piledriver Waltz»                 | 3:24   |
| Durada total: | Durada total:                      | 19:03  |

## Personal
- Alex Turner: instruments, veu
- James Ford: producció, mescla
- Bill Ryder-Jones: guitarra (pistes 2 i 4)
- The Composers Ensemble: cordes (pista 6)
- Owen Pallett: arranjament
- Andrew Hewitt: direcció
- Jake Jackson: gravació